# Ruby Sparks – Meine fabelhafte Freundin
Ruby Sparks – Meine fabelhafte Freundin (Originaltitel Ruby Sparks) ist eine romantische Filmkomödie, die im Jahr 2012 produziert wurde. Das Drehbuch stammt von Zoe Kazan, die auch gleichzeitig die Hauptrolle spielt.
In den Vereinigten Staaten kam der Film am 25. Juli 2012 in die Kinos, in Deutschland am 29. November 2012.

## Handlung
Calvin Weir-Fields ist ein junger Schriftsteller, der ein paar Jahre zuvor einen erfolgreichen Roman veröffentlicht hat. Jetzt aber steckt er in einer Schreibblockade und besucht deswegen auch einen Psychotherapeuten. Calvin hat außerdem Schwierigkeiten, Beziehungen zu anderen Menschen aufzubauen. Der einzige, mit dem er sich regelmäßig trifft, ist sein Bruder Harry. Als er eines Nachts von einer unbekannten jungen Frau träumt, erzählt Calvin dies seinem Therapeuten. Dieser gibt ihm daraufhin die Aufgabe, eine Seite über eine Person zu schreiben, die seinen Hund Scotty, den er sich eigentlich angeschafft hat, um in Kontakt mit Leuten zu kommen, so akzeptiert, wie er ist, nämlich äußerst schreckhaft. In der kommenden Nacht träumt Calvin erneut von der Frau, die ihn diesmal im Traum fragt, ob sie seinen Hund malen darf. Sofort wacht Calvin auf und setzt sich an seine Schreibmaschine.
Er schreibt die Geschichte dieser Frau nieder und fragt seinen Bruder Harry, ob dieser den Anfang seiner Geschichte mag. Harry aber sagt, dass Calvin sich ein Ideal geschaffen habe, was dieser auch zugibt, und meint, dass Calvin sich praktisch in seine Romanfigur verliebt habe und nur deshalb schreibe, um bei ihr zu sein.
Während Calvin an dem Buch schreibt, kommt sein Hund Scotty immer wieder mit Kleidungsstücken einer Frau auf Calvin zu, die dieser alle in einer Schublade sammelt. Auch seinem Agenten hat Calvin von seinem Buch erzählt und so beschreibt er vor einem Treffen mit ihm das Liebesgeständnis der Protagonistin Ruby Tiffany Sparks an ihn. Er schläft über der Schreibmaschine ein. Am nächsten Morgen aber muss er feststellen, dass seine Figur in seiner Küche steht und scheinbar die gesamte Geschichte tatsächlich erlebt hat. So hat sie alle Attribute, die er in seinem Buch beschrieben hat.
Calvin denkt nun, er wäre verrückt geworden und versucht auf einem Treffen Gewissheit darüber zu bekommen, muss aber feststellen, dass auch andere Ruby sehen können. Stolz möchte er sie daraufhin seinem Bruder vorstellen, der aber befürchtet, dass sie eine Hochstaplerin ist. Gemeinsam wollen Harry und Calvin überprüfen, ob wirklich ein Wunder geschehen ist. Zu diesem Zweck schreibt Calvin in das Buch, dass Ruby Französisch spricht, was sie daraufhin auch tut. Es wird klar, dass Calvin alles vorgeben kann, was Ruby tut. Harry ringt ihm daraufhin das Versprechen ab, dies zu seinem Vorteil zu nutzen.
Bei einem gemeinsamen Wochenende mit Ruby bei seiner Mutter und ihrem neuen Mann verhält sich Calvin zurückgezogen. Er kümmert sich wenig um Ruby und meidet den Kontakt zu den anderen. Ruby will daraufhin, als sie nach Hause zurückgekehrt sind, mehr Zeit für sich und trifft sich auch mit anderen Freunden. Calvin, der eigentlich seinen neuen Roman ruhen lassen wollte, holt ihn nun hervor und schreibt, dass sich Ruby nach ihm sehnt. Prompt ruft diese ihn an, weicht aber von nun an nie mehr von seiner Seite und ist selbst über die kürzesten Momente einer Trennung zutiefst traurig. Calvin schreibt ihre Gefühle um, im Glauben, die Beziehung mit Ruby würde sich verbessern. Er bemerkt aber, dass dies nicht die „echte“ Ruby ist, in die er sich verliebt hat, weswegen er sie in ihr ursprüngliches Selbst zurückzuschreibt.
Auf einer Party, auf welcher Calvin eigentlich die Filmrechte für sein erstes Buch verkaufen soll, trifft er seine Ex-Freundin Lila wieder, mit der er in eine Beziehungskrise geraten war. Sie macht ihm klar, dass sie ihn verlassen hat, weil er sich nur in die Ideale einer Person verliebt, die er in dieser Person sieht. Lila wollte ihm deswegen einfach das geben, was er wollte, nämlich eine Beziehung mit seinem eigenen Kopf. Nach diesem Streit macht sich Calvin auf, um Ruby zu suchen. Er findet sie in Unterwäsche im Pool, mit seinem Konkurrenten Langdon, ebenfalls ein Schriftsteller, der ihn beneidet. Er nimmt Ruby wütend mit nach Hause und sagt, dass sie ihn beschämt habe. Ruby aber wirft ihm vor, dass er nicht alles kontrollieren könne und dass er nur ein Ideal von ihr liebt, sie sich aber nach mehr gesehnt hat, worauf Calvin betont, dass er alles kontrollieren könne.
Er setzt sich an die Schreibmaschine und zeigt Ruby, dass er die volle Kontrolle über sie hat. Bei diesem seltsamen Spiel wird ihm aber auch klar, dass er mit dieser Bürde nicht mehr leben kann, sondern dass er eigentlich ihre Freiheit will. Nachdem sie ins Schlafzimmer gestürmt ist, schreibt Calvin, dass Ruby, sobald sie durch die Haustür gegangen sei, die Vergangenheit hinter sich lassen und frei sein werde. Am nächsten Morgen ist diese letzte Seite des Romans verschwunden und Ruby ist weg.
Calvin verfällt in tiefe Trauer. Sein Bruder ermutigt ihn die Geschichte aufzuschreiben, um über Ruby hinwegzukommen. Calvin befürchtet, dass alle dann denken würden, er sei verrückt, aber Harry merkt an, dass die Leute einfach denken werden, dass es Fiktion sei. So schreibt Calvin seine Geschichte und widmet sie Ruby, ohne einen Namen zu nennen. Das Buch unter dem Titel The Girlfriend wird, wie auch schon sein erster Roman, ein großer Erfolg.
Als er eines Tages mit Scotty im Park spazieren geht, trifft er zufällig Ruby, die gerade sein Buch liest. Sie kann sich aber nicht an ihre gemeinsame Zeit erinnern und so setzt sich Calvin zu ihr.

## Kritiken
„Ist es eigentlich Inzest, wenn man mit seiner eigenen, zur Realität gewordenen Romanfigur schläft? Diese Frage beantworten die Regisseure Jonathan Dayton und Valerie Faris in ihrer Fantasy-Romanze ‚Ruby Sparks‘ zwar nicht, aber mit einigen Finessen und Klugheit reizen sie die Prämisse unterhaltsam aus – nur der letzte Funken Magie fehlt.“

„Tragikomische Variante des Pygmalion-Mythos, die mit guten Schauspielern und unterhaltsamer Situationskomik auftrumpft, den Entwicklungsprozess der männlichen Hauptfigur aber nicht sonderlich subtil umsetzt.“

„Nach sechsjähriger Schaffenspause legt das Regieduo von ‚Little Miss Sunshine‘ erneut ein filmisches Kleinod vor. Auf einem Drehbuch von Hauptdarstellerin Kazan basierend werden zwischenmenschliche Lektionen über Respekt vor den Eigenarten des Partners oder Entfremdung in ein verzauberndes Fantasygewand gehüllt. Feinfühlige Ode an die Magie des Schreibens und die (Ohn-)Macht der Liebe“

„Neben männlichem Dominanzstreben veranschaulicht Drehbuchautorin Zoe Kazan, leichtfüßig und klarsichtig, vor allem die Paradoxien menschlicher Beziehungen zwischen Liebe, Macht und Abhängigkeit.“

## Auszeichnungen / Nominierungen
Saturn-Award-Verleihung 2013
- Bester Fantasyfilm
- Beste Hauptdarstellerin (Zoe Kazan)

Independent Spirit Awards 2013
- Bestes Drehbuch (Zoe Kazan)

Filmfest Hamburg 2012
- Art Cinema Award (Jonathan Dayton und Valerie Faris)

Die Deutsche Film- und Medienbewertung FBW in Wiesbaden verlieh dem Film das Prädikat besonders wertvoll.